# Arthur Ayrault
Pour les articles homonymes, voir Ayrault.
Arthur Ayrault (né le 21 janvier 1935 à Long Beach (Californie) et mort le 24 février 1990 à Seattle) est un rameur d'aviron américain.

## Palmarès

### Jeux olympiques
- Melbourne 1956
  -  Médaille d'or en deux avec barreur
- Rome 1960
  -  Médaille d'or en quatre sans barreur[1].